# 丸の内トラストシティ
丸の内トラストシティ（まるのうちトラストシティ、英: Marunouchi Trust City）は、東京都千代田区丸の内一丁目の東京駅八重洲口北側にある高層ビル。北側の丸の内トラストタワーN館と南側の丸の内トラストタワー本館の2棟からなる。

## 沿革
もとは東京駅の側線や東京鉄道管理局等のあった東京駅八重洲口に隣接した鉄道用地で、1998年（平成10年）2月10日に、森ビル開発株式会社が日本国有鉄道清算事業団から1,568億円で落札し取得した。
建築計画誘導方式による入札で落札した土地で、当初「丸の内1-1計画」と呼ばれていた。「グランド･セントラル」をコンセプトとした、機能を集積させたオフィスビルとなっている。

## 丸の内トラストタワー
本建築敷地内に、広場、駅と周辺地域を結ぶ歩行者ネットワークの整備、国際ビジネスセンターの支援機能の設置、環境、防災への対応等の計画を策定し、都市再生特別地区として都市計画決定を受け、基準容積率が900%から1300%に緩和された。

### N館（第I期）
第I期棟として、敷地北側部分に2001年10月に着工、2003年9月30日に竣工した。後に建てられた本館に比べ、高さが6割程度になっている。北町奉行所跡の史跡が整備された。
主なテナント
- 3 - 19F オフィス
  - 旧 大和証券SMBC（現：大和証券グループ本社）本社（両社は共同で投資顧問会社を設立するなど密接な関係であった。）現在はグラントウキョウノースタワーに移転済み。
  - JFEエンジニアリング東京本社（19F)[3]
- 3F 貸会議室「トラストシティカンファレンス・丸の内」
- 1 - 2F 店舗
- 1F 観光インフォメーションセンター
- 地下駐車場

### 本館（第II期）
N館完成後、近隣オフィスで働く者の憩いの広場として運用していたが、敷地の南側部分に建築され、2006年2月14日着工、2008年12月10日竣工。この街区名称を、「MARUNOUCHI TRUST CITY（丸の内トラストシティ）」と命名し、2009年3月にグランドオープンした。
主なテナント
- 27 - 37F シャングリ・ラ ホテル 東京
- 2 - 26F オフィス
- 1 - 2F 店舗
- 地下駐車場

なお、本館とN館の間にガレリアが設置されている。

## 交通
- JR東京駅 日本橋口より徒歩1分。
- 地下鉄大手町駅 B7出口より徒歩2分。
- 地下鉄日本橋駅 A3出口より徒歩4分。